# Clubiona distincta
Clubiona distincta este o specie de păianjeni din genul Clubiona, familia Clubionidae, descrisă de Thorell, 1887.
Este endemică în Myanmar. Conform Catalogue of Life specia Clubiona distincta nu are subspecii cunoscute.